# Zearing (Iowa)
Zearing es una ciudad ubicada en el condado de Story en el estado estadounidense de Iowa. En el Censo de 2010 tenía una población de 554 habitantes y una densidad poblacional de 285,58 personas por km².

## Geografía
Zearing se encuentra ubicada en las coordenadas 42°9′32″N 93°17′50″O / 42.15889, -93.29722. Según la Oficina del Censo de los Estados Unidos, Zearing tiene una superficie total de 1.94 km², de la cual 1.94 km² corresponden a tierra firme y (0%) 0 km² es agua.

## Demografía
Según el censo de 2010, había 554 personas residiendo en Zearing. La densidad de población era de 285,58 hab./km². De los 554 habitantes, Zearing estaba compuesto por el 99.64% blancos, el 0.18% eran afroamericanos, el 0% eran amerindios, el 0% eran asiáticos, el 0% eran isleños del Pacífico, el 0% eran de otras razas y el 0.18% pertenecían a dos o más razas. Del total de la población el 0% eran hispanos o latinos de cualquier raza.